# Egesina lacertosa
Egesina lacertosa är en skalbaggsart som beskrevs av Holzschuh 2007. Egesina lacertosa ingår i släktet Egesina och familjen långhorningar. Inga underarter finns listade i Catalogue of Life.